# Pergalumna emarginata
Pergalumna emarginata är en kvalsterart som först beskrevs av Banks 1895.  Pergalumna emarginata ingår i släktet Pergalumna och familjen Galumnidae.

## Underarter
Arten delas in i följande underarter:
- P. e. emarginata
- P. e. coscobensis
- P. e. laevis